# Rachid Azzedine
Rachid Azzedine (ur. 24 września 1982) – francuski bokser, medalista mistrzostw Unii Europejskiej Cetniewo 2008, olimpijczyk.

## Kariera amatorska
Asloum reprezentował Francję na igrzyskach olimpijskich w 2012. Odpadł w swojej pierwszej walce przegrywając z José Ramírezem.